# Championnat d'Italie de rugby à XV 1977-1978
Navigation
Serie A 1976-1977 Serie A 1978-1979
Le Championnat d'Italie de rugby à XV 1977-1978 oppose les quatorze meilleures équipes italiennes de rugby à XV. Le championnat débute en 1977 et se termine en 1978. Le tournoi se déroule sous la forme d'un championnat unique en matchs aller-retour.
Le Metalcrom Trévise remporte pour la 2e fois le titre après la saison 1955-1956. L'équipe dispute le championnat pour la dernière année sous cette dénomination : le groupe Benetton rachète le club et lui donne le nom de sa marque de fabrique l'année suivante.

## Équipes participantes
Les quatorze équipes sont les suivantes :
| - Amatori Catane - L'Aquila - Brescia - Reggio Calabria - Casale - Fiamme Oro - S.S. Lazio | - Parma - Petrarca Padoue - Piacenza - Algida Rugby Roma - Sanson Rovigo - Torino Ambrosetti - Metalcrom Trévise |

## Classement
| Rang | Club                | J  | V  | N | D  | Pm  | Pe  | Diff | Pts |
| ---- | ------------------- | -- | -- | - | -- | --- | --- | ---- | --- |
| 1    | Metalcrom Trévise   | 26 | 23 | 1 | 2  | 684 | 244 | +440 | 47  |
| 2    | Rugby Rovigo        | 26 | 22 | 1 | 3  | 605 | 277 | +328 | 45  |
| 3    | Rugby Rome          | 26 | 20 | 1 | 5  | 618 | 262 | +356 | 41  |
| 4    | Petrarca Padoue (T) | 26 | 18 | 0 | 8  | 490 | 245 | +245 | 36  |
| 5    | Rugby Brescia       | 26 | 14 | 3 | 9  | 381 | 250 | +131 | 30¹ |
| 6    | SS Lazio            | 26 | 12 | 1 | 13 | 295 | 334 | -39  | 25  |
| 7    | Torino Ambrosetti   | 26 | 12 | 0 | 14 | 265 | 347 | -82  | 24  |
| 8    | L'Aquila Rugby      | 26 | 11 | 0 | 15 | 418 | 418 | 0    | 22  |
| 9    | Casale              | 26 | 11 | 1 | 14 | 305 | 407 | -102 | 22¹ |
| 10   | Reggio Calabria     | 26 | 8  | 0 | 18 | 218 | 366 | -148 | 16  |
| 11   | Amatori Catane      | 26 | 8  | 0 | 18 | 208 | 402 | -194 | 16  |
| 12   | Rugby Parma         | 26 | 8  | 0 | 18 | 229 | 519 | -290 | 16  |
| 13   | Fiamme Oro Padova   | 26 | 7  | 1 | 18 | 278 | 473 | -195 | 15  |
| 14   | Piacenza            | 26 | 3  | 1 | 22 | 146 | 580 | -434 | 7   |

¹Brescia et Casale écopent d'un point de pénalité.
|  | Vainqueur (no 1)         |
|  | Relégués (no 13, no 14)  |
|  | T : tenant du titre 1977 |

Attribution des points :  victoire : 2, match nul : 1, défaite : 0.

## Vainqueur
| Entraîneur | Entraîneur             | Umberto Cossara          |
| Avants     | Pilier                 | Massaro, Reato, Schiavon |
| Avants     | Talonneur              | Zuccarello               |
| Avants     | Deuxième ligne         | Mason, Peruzzo           |
| Avants     | Troisième ligne aile   | Amadio                   |
| Avants     | Troisième ligne centre |                          |
| Arrières   | Demi de mêlée          |                          |
| Arrières   | Demi d'ouverture       |                          |
| Arrières   | Centre                 | Fanton, Pavin            |
| Arrières   | Ailier                 | R. Franchescato, Novello |
| Arrières   | Arrière                | Rich                     |